# Rio Turvo Pequeno
Rio Turvo Pequeno är ett vattendrag i Brasilien.   Det ligger i delstaten Minas Gerais, i den sydöstra delen av landet, 800 km sydost om huvudstaden Brasília.
Omgivningarna runt Rio Turvo Pequeno är huvudsakligen savann. Runt Rio Turvo Pequeno är det glesbefolkat, med 11 invånare per kvadratkilometer.